# Dicrurus adsimilis
Il drongo codaforcuta, noto anche come drongo comune, drongo africano o drongo della savana (Dicrurus adsimilis (Bechstein, 1794)) è un uccello passeriforme appartenente alla famiglia Dicruridae.

## Etimologia
Il nome scientifico della specie, adsimilis, deriva dal latino e significa "simile a", con riferimento alla presunta somiglianza riscontrata dai descrittori della specie fra quest'ultima e le taccole.

## Descrizione

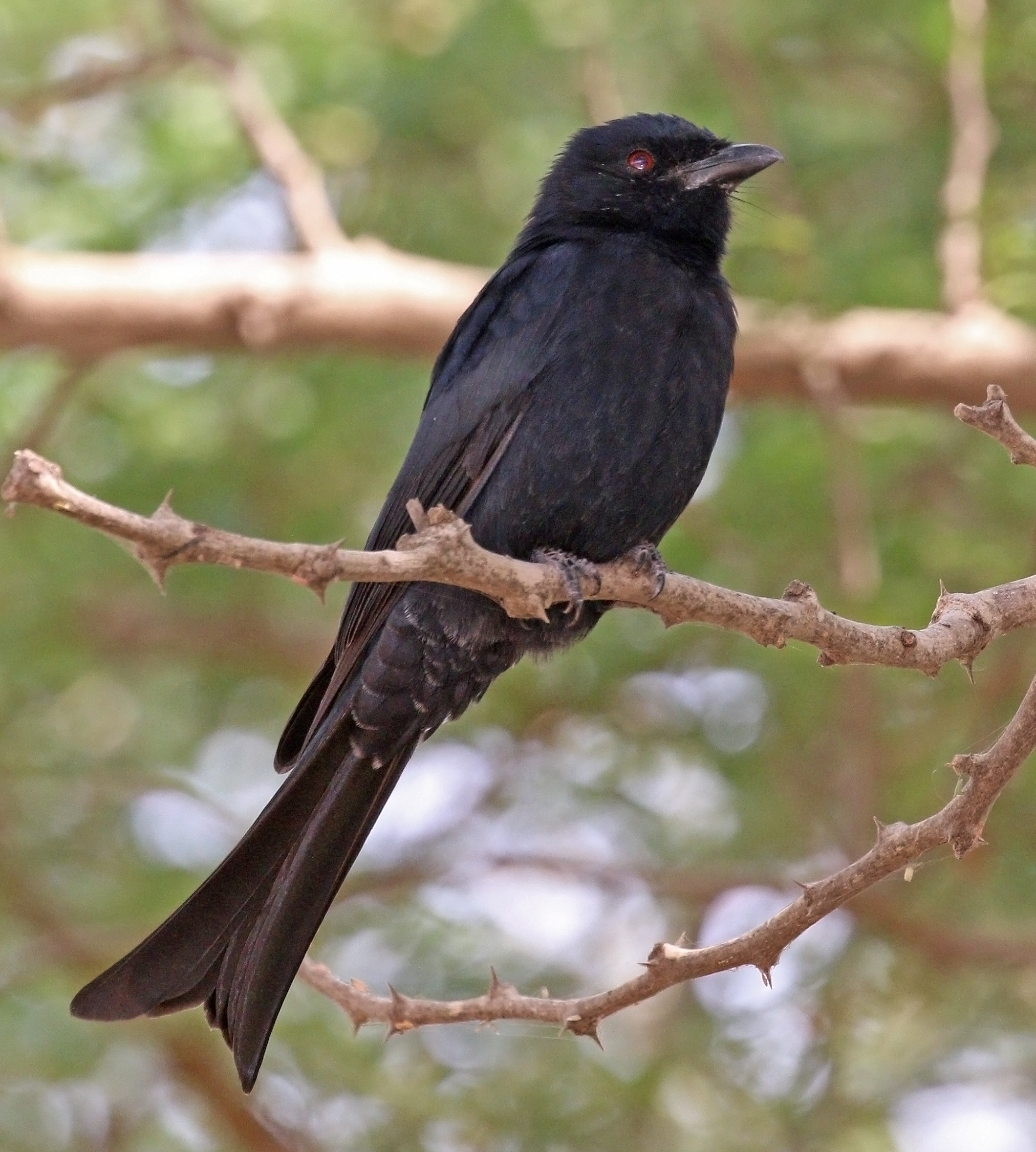
Esemplare a Kanifing.

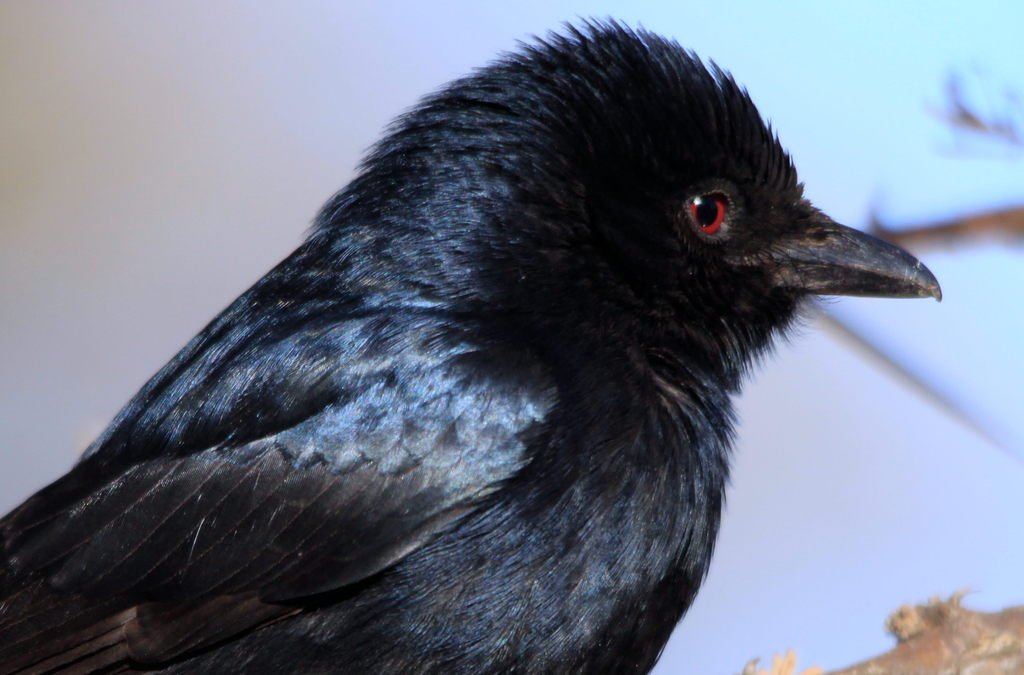
Primo piano di esemplare a Marakele.

### Dimensioni
Misura 23-26 cm di lunghezza, per 48-53 g di peso.

### Aspetto
Si tratta di uccelli dall'aspetto robusto e slanciato, muniti di grossa testa arrotondata, becco conico e robusto di media lunghezza, largo e dall'estremità lievemente adunca, zampe corte, lunghe ali digitate e coda lunga poco meno del corpo e (come del resto intuibile dal nome comune) biforcuta, con le due punte che tendono a divergere curvandosi verso l'esterno nella metà distale.

Nel complesso, il drongo codaforcuta risulta molto simile agli altri dronghi africani, come il drongo codaquadrata (dal quale differisce per la coda maggiormente forcuta e le maggiori dimensioni medie) o il drongo splendente (dal quale si distingue per gli occhi rossi anziché neri ed ancora per la coda più forcuta), così come all'affine (e in passato considerato conspecifico) drongo nero, sua controparte asiatica dall'estremità della coda più arrotondata.
Il piumaggio si presenta interamente di colore nero lucido, con presenza di sfumature di color cannella-violaceo su remiganti, petto e fianchi (con questi ultimi che possono tendere al grigio-nerastro), mentre il sottoala è bruno-nerastro: su testa, dorso, ali e petto sono presenti riflessi metallici di colore blu-verdastro, i quali risultano ben osservabili quando l'animale è nella luce diretta.

Il dimorfismo sessuale è evidente, anche se non estremo: i due sessi sono infatti simili fra loro, tuttavia le femmine presentano dimensioni medie inferiori (dovute principalmente alla coda più corta), oltre che una minore lucentezza del piumaggio.
In ambedue i sessi gli occhi sono di colore rosso sangue, mentre il becco e le zampe sono di colore nerastro.

## Biologia

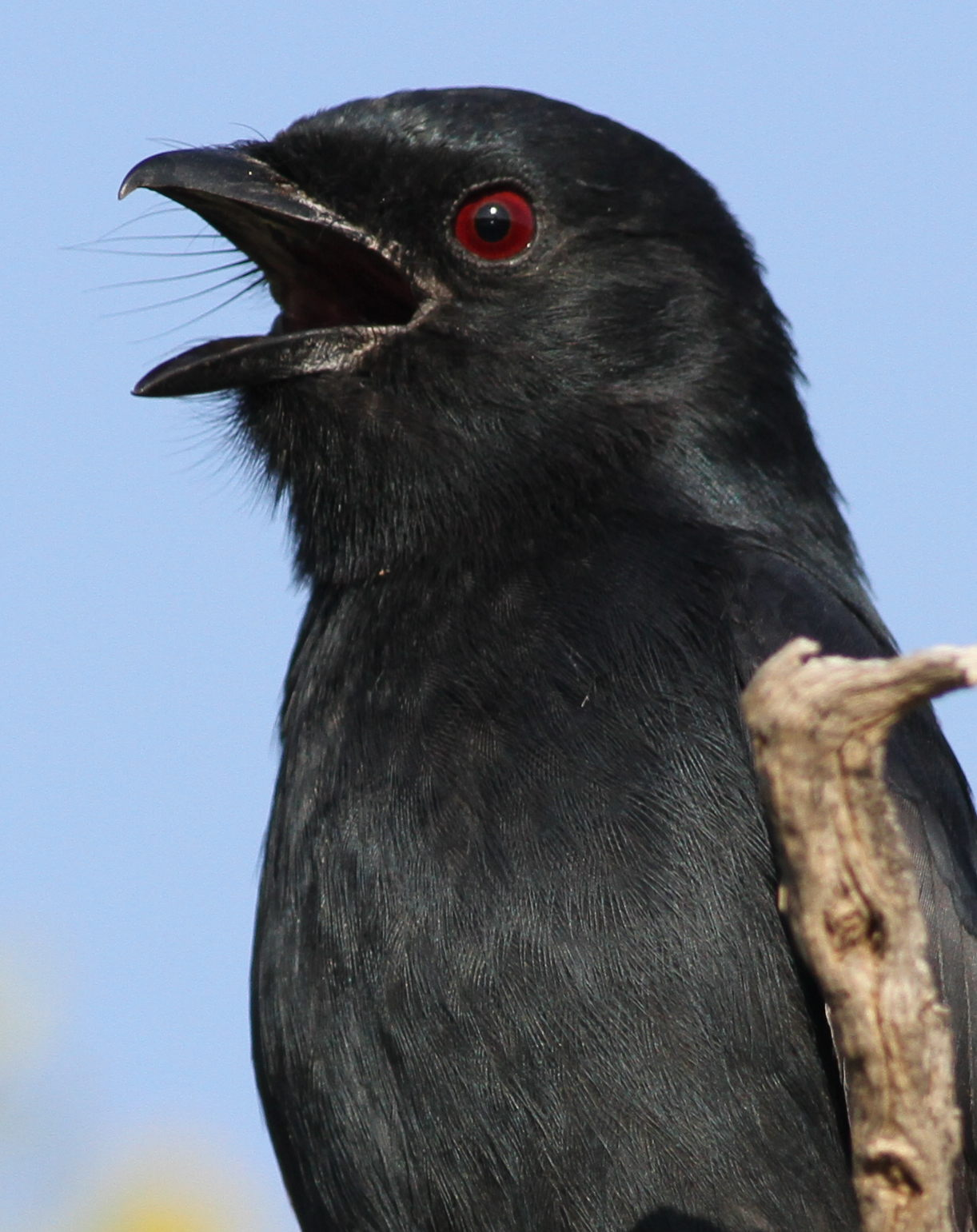
Esemplare vocalizza a Mapungubwe.

Il drongo codaforcuta è un uccello diurno che vive da solo o in coppie, passando la maggior parte della giornata appollaiato su un ramo osservando i dintorni, pronto a piombare su eventuali prede che si manifestino oppure a nascondersi nel folto della vegetazione in caso di comparsa di un potenziale pericolo: come tutti i dronghi, anche il drongo codaforcuta presenta una spiccata territorialità, ancora più accentuata durante il periodo riproduttivo, aggredendo regolarmente eventuali intrusi che osino avvicinarsi troppo al sito di nidifcazione o che compromettano l'integrità del territorio, senza badare ad eventuali disparità nelle dimensioni. Per questo motivo, non di rado dove un drongo presidia il suo territorio si formano al suolo stormi misti di uccelli che si dedicano alla ricerca di cibo, ben sapendo che in caso di apparizione di un potenziale pericolo in avvicinamento l'animale comincerà ad emettere richiami d'intimidazione ed eventualmente procederà con l'aggressione vera e propria, permettendo loro di darsi comodamente alla fuga.
Si tratta di uccelli molto vocali e chiassosi, che vocalizzano specialmente durante le prime ore del mattino e verso sera, emettendo una grande varietà di richiami che va da suoni liquidi e cicaleggianti a versi gracchianti (non di rado emessi in duetto dai due partner), dimostrandosi inoltre degli ottimi mimi ed imitando regolarmente i richiami di altri uccelli.

### Alimentazione

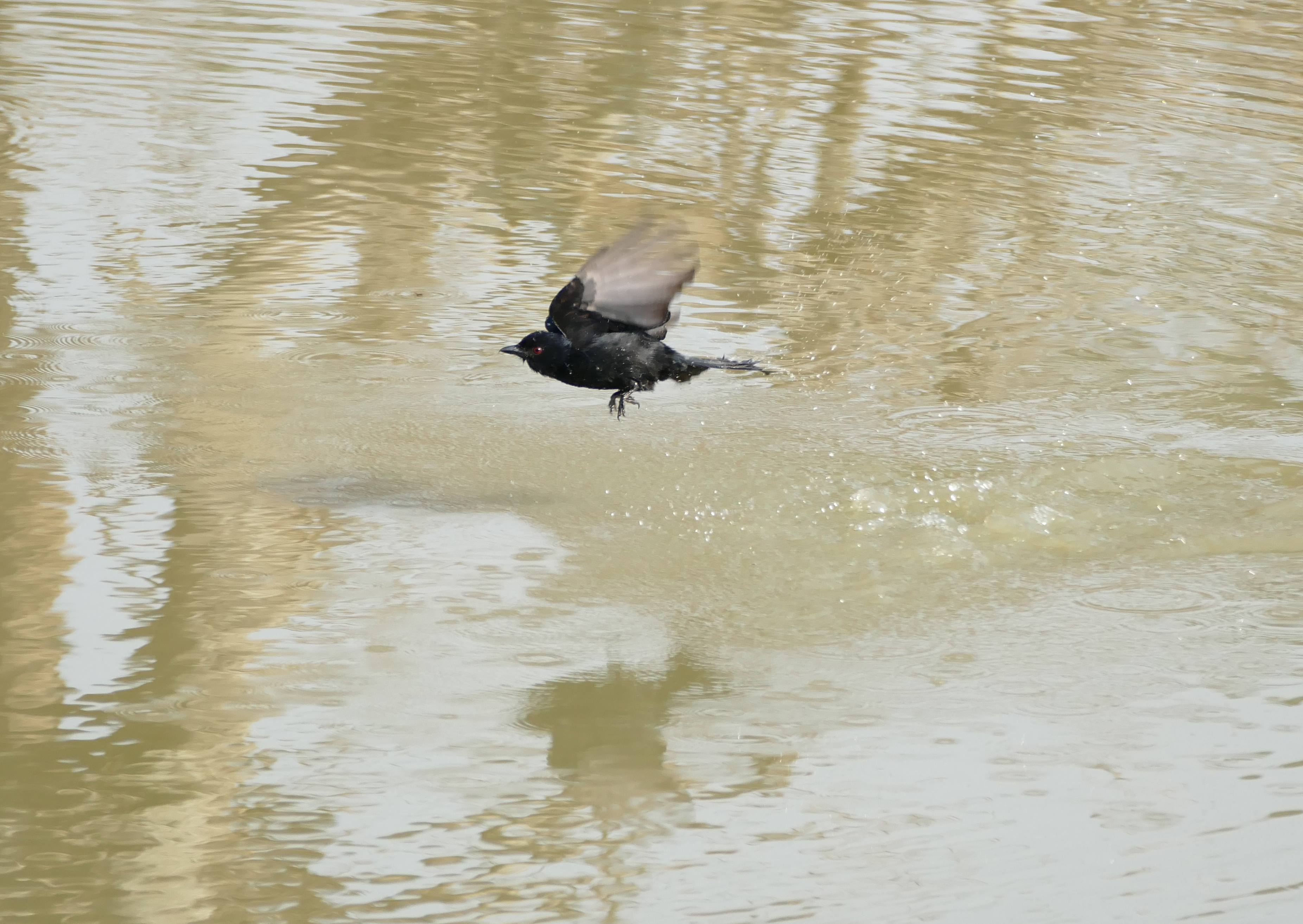
Esemplare si bagna nel KwaZulu-Natal.

Il drongo codaforcuta è un uccello principalmente insettivoro: la dieta di questi uccelli si basa infatti su grossi insetti (principalmente lepidotteri, ortotteri, coleotteri e cicale) che vengono catturati in volo o prelevati dal suolo o da foglie e rami d'albero, nonché su altri artropodi ed invertebrati e sulle loro larve. Sebbene sporadicamente, questo uccello può predare e cibarsi di piccoli vertebrati, così come nutrirsi di bacche, piccoli frutti e nettare.

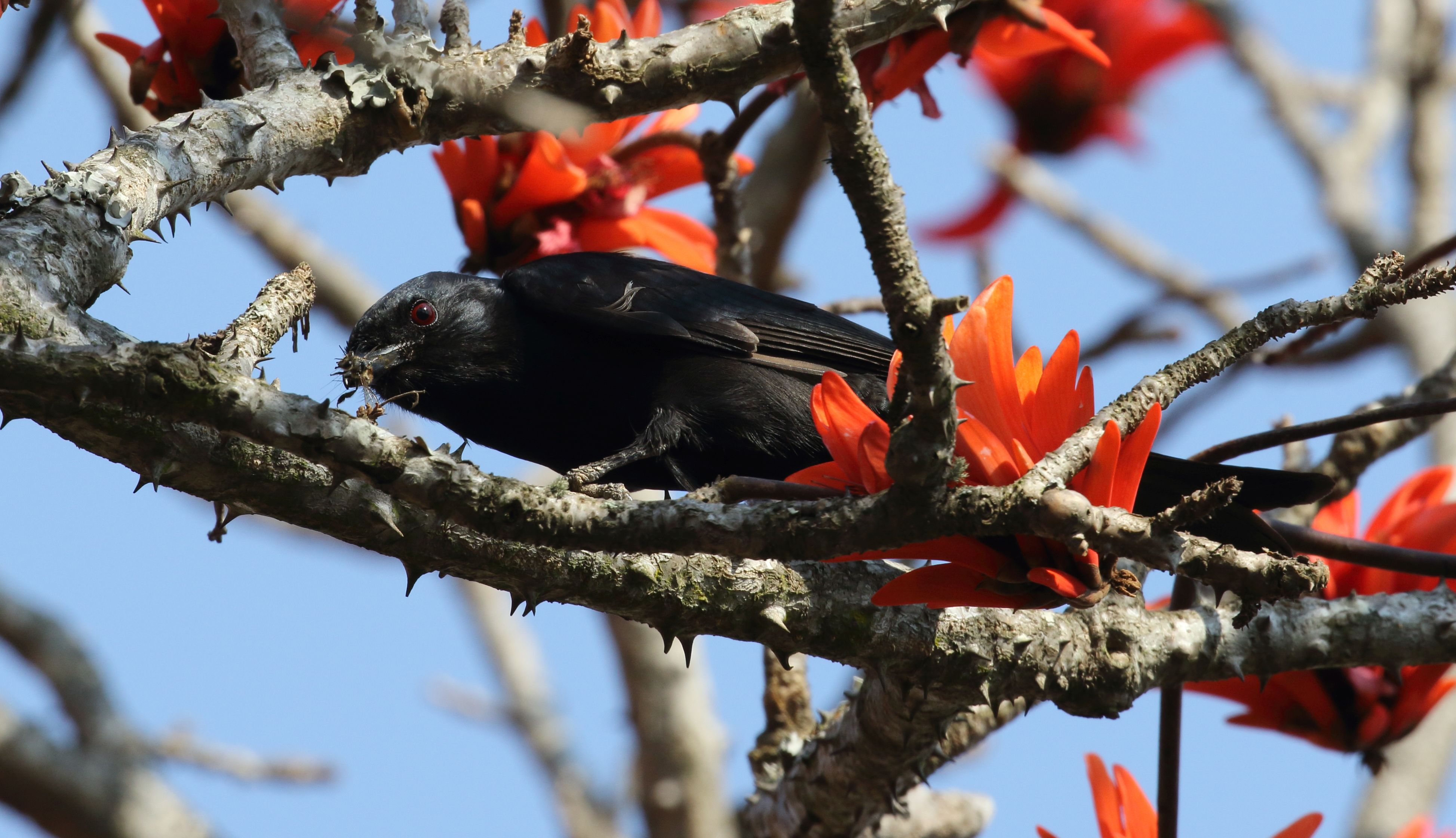
Esemplare si ciba di api su un albero di corallo nella Ithala Game Reserve.

Questi animali sono stati inoltre osservati mentre si posavano sul dorso di grossi erbivori per piluccarne i parassiti cutani in maniera simile a quanto fanno le bufaghe, oppure mentre si tuffavano in acqua per cercare di catturare piccoli organismi acquatici.

Una caratteristica del drongo codaforcuta è quella di emettere richiami d'allarme improvvisi anche quando non è presente alcun pericolo nei dintorni, in maniera tale da poter pasteggiare col cibo lasciato a terra dagli animali che (approfittando della territorialità di questi uccelli per sfruttarli come sentinelle) si danno precipitosamente alla fuga nell'udirli: fra le vittime preferite di questa forma di cleptoparassitismo vi sono i garruli e i suricati, e da tale attività alcune popolazioni ricavano fino a un quarto del cibo consumato giornalmente. In base a tale comportamento, alcuni studiosi ritengono che i dronghi posseggano la teoria della mente.

### Riproduzione
Si tratta di uccelli monogami, la cui stagione riproduttiva cambia a seconda della porzione dell'areale presa in considerazione, estendendosi da marzo a settembre a nord dell'Equatore e da settembre a gennaio a sud di esso.
I due partner collaborano in tutte le fasi dell'evento riproduttivo: essi infatti costruiscono assieme il nido (una struttura molto fragile e sottile ottenuta intrecciando fibre vegetali alla biforcazione della parte distale del ramo di un albero), si alternano nella cova delle 2-4 uova e nell'allevamento dei nidiacei, i quali schiudono ciechi ed implumi, s'involano a una ventina di giorni di vita e si rendono completamente indipendenti dai genitori a circa un mese e mezzo dalla schiusa.
Il drongo codaforcuta subisce parassitismo di cova da parte del cuculo africano e del cuculo bianconero.

## Distribuzione e habitat

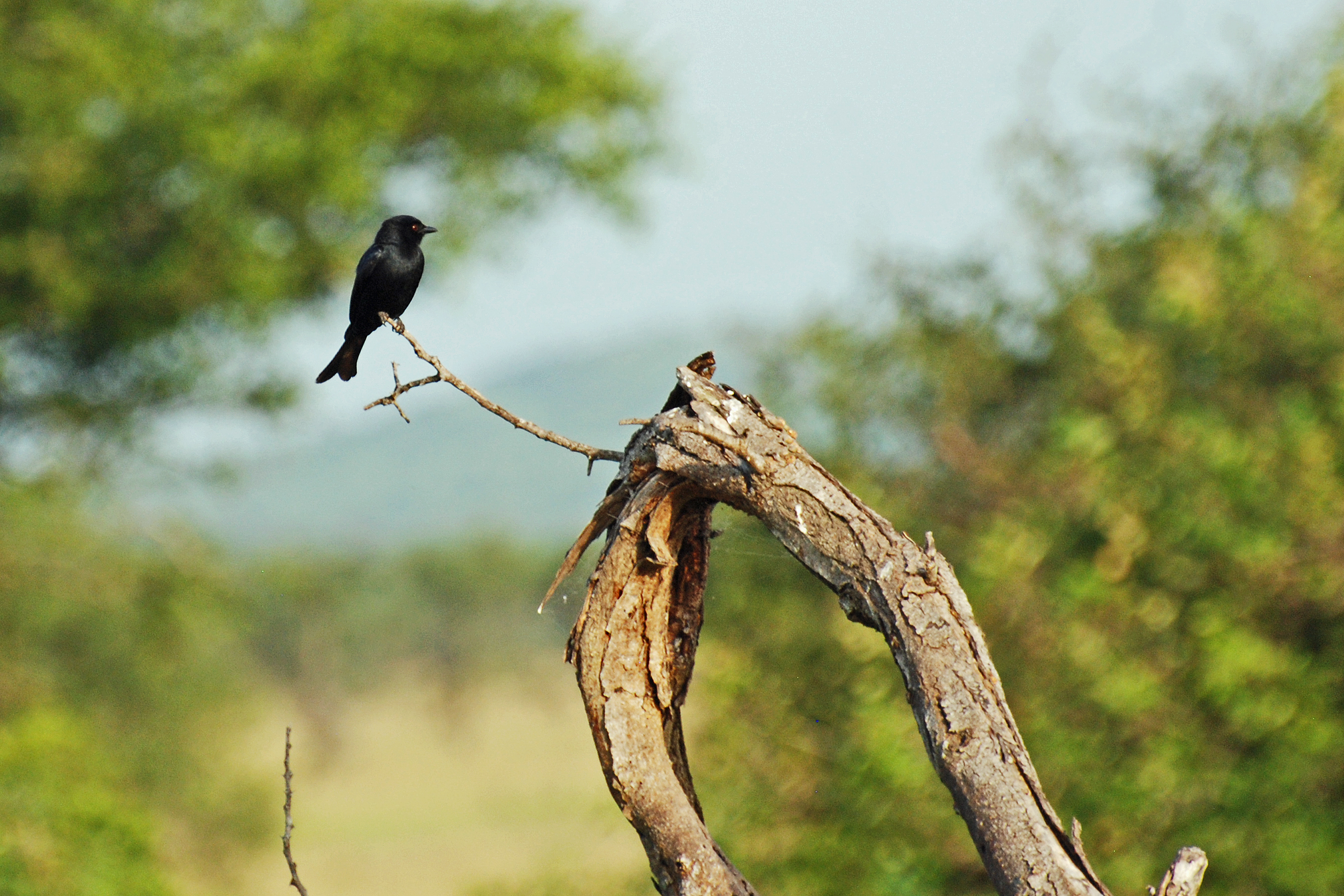
Esemplare nel Serengeti.

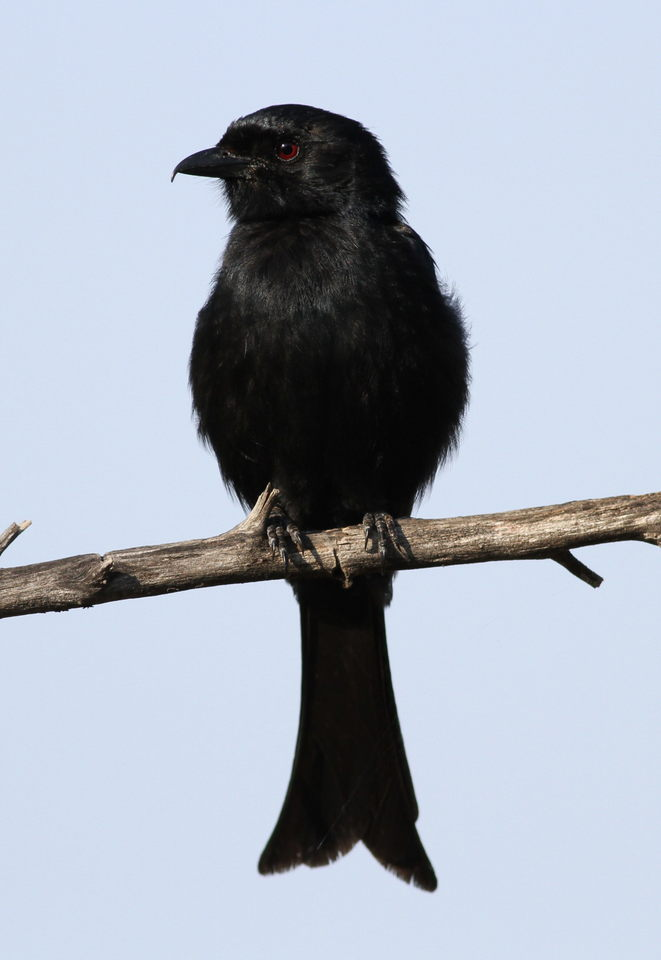
Esemplare nel parco nazionale di Pilanesberg.

Il drongo codaforcuta occupa un areale piuttosto vasto comprendente gran parte dell'Africa subsahariana, estendendosi dalla Senegambia e dalla Guinea al confine fra Sudan ed Eritrea e a sud fino al Capo di Buona Speranza: la specie manca solo dalla fascia costiera della Guinea, dall'Africa equatoriale dal sud del Camerun al centro-nord dell'Angola e ad est fino al Kivu (essendo però presente con popolazioni sparse nel Congo-Brazzaville centro-meridionale al confine col Gabon), oltre che dalla Dancalia, dalla fascia costiera della Somalia nord-orientale e dal Namaqualand.

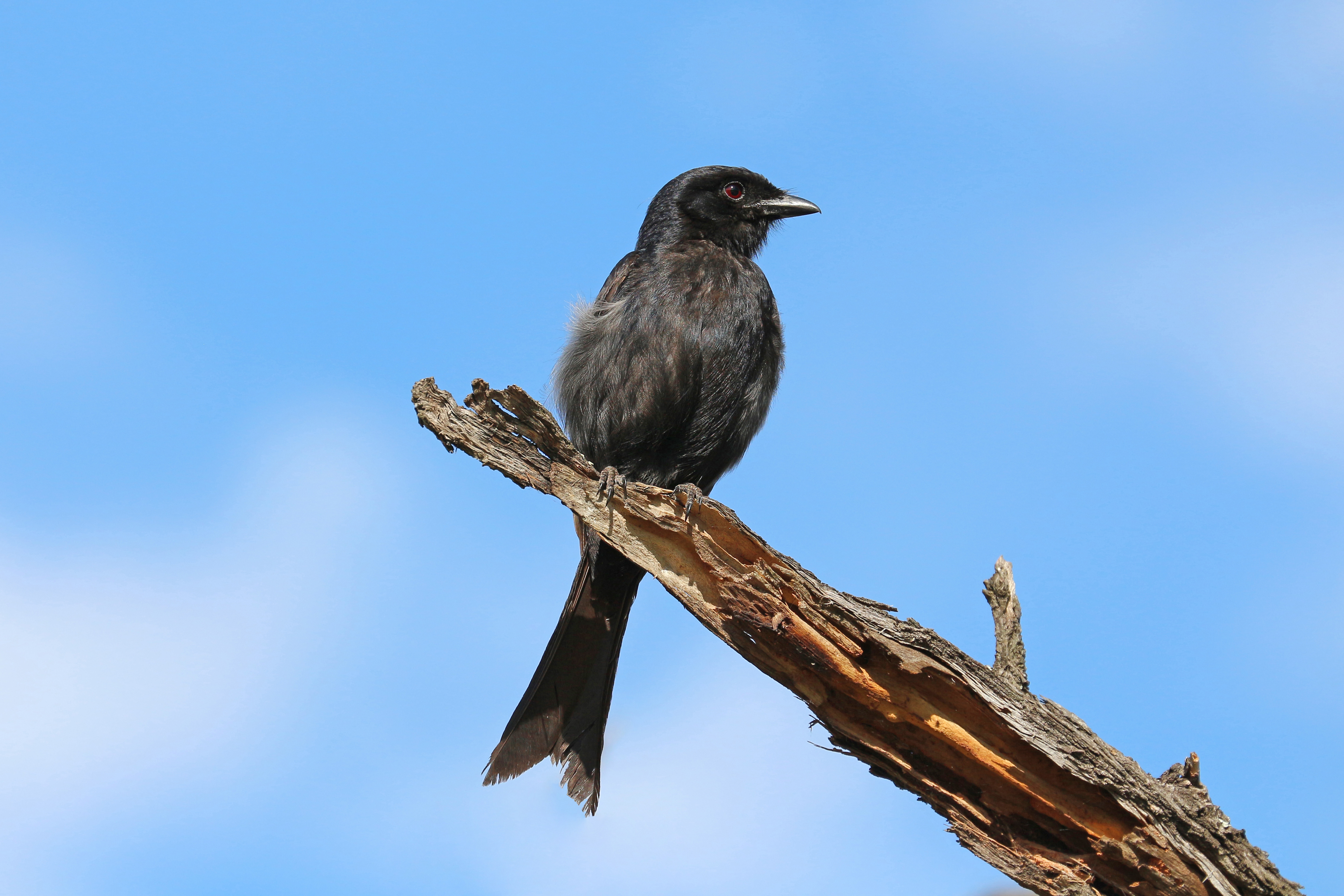
Esemplare nel parco nazionale Kruger.

La specie è generalmente residente nell'ambito del proprio areale di diffusione: le popolazioni più meridionali, tuttavia, possono effettuare spostamenti autunnali verso nord.
L'habitat di questi uccelli è rappresentato dalle aree alberate più o meno estese, con presenza di radure ed aree aperte: il drongo codaforcuta si dimostra una specie molto adattabile, colonizzando un'ampia varietà di ambienti sia tropicali che semiaridi di pianura e collina, oltre alle piantagioni ed alle aree coltivate o alberate nelle immediate vicinanze dei villaggi, risultando assente o molto poco comune solo nella foresta pluviale primaria, nelle aree troppo densamente alberate e nella foresta montana.

## Tassonomia
Se ne riconoscono quattro sottospecie:

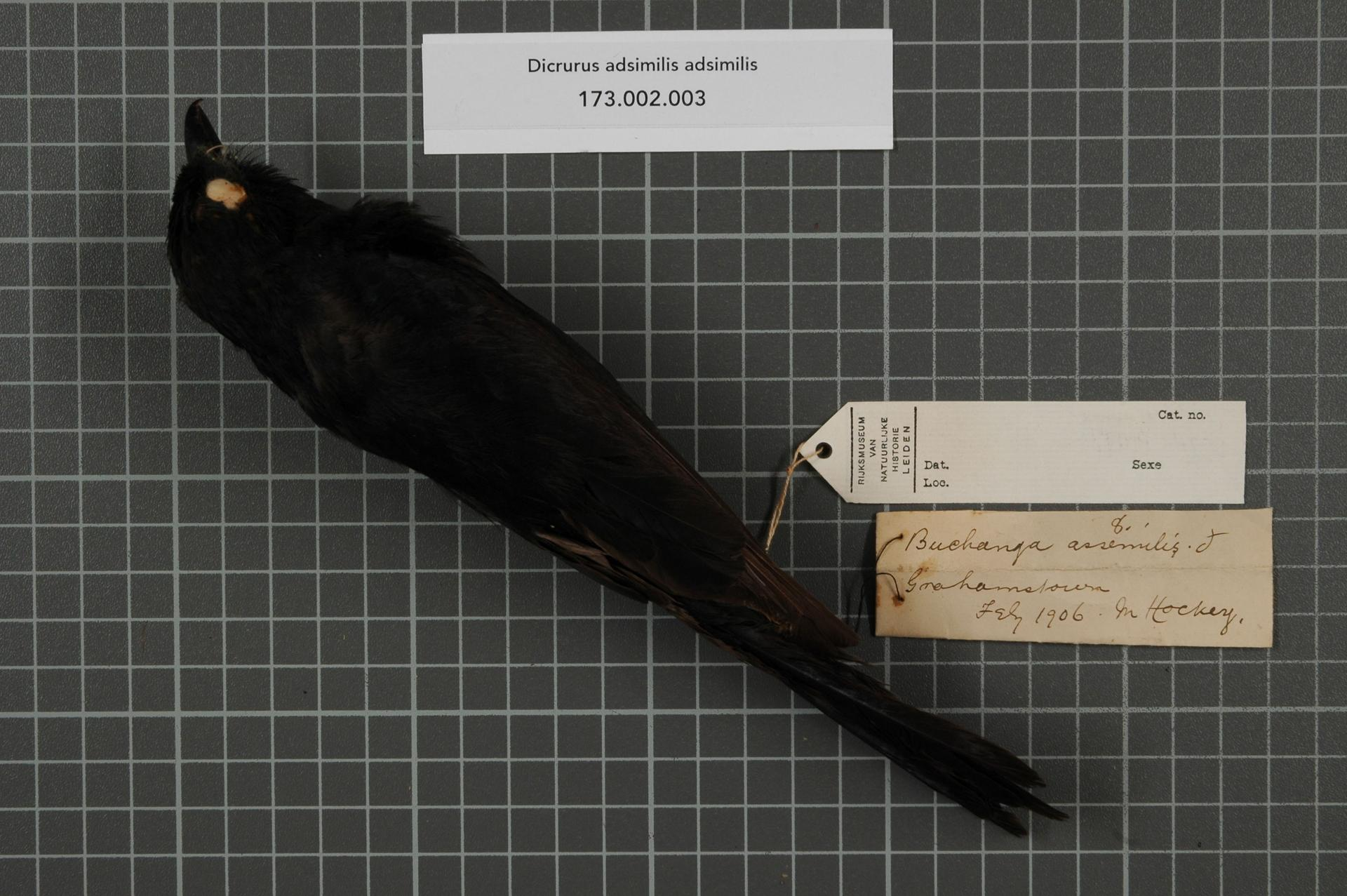
Esemplare impagliato della sottospecie nominale.

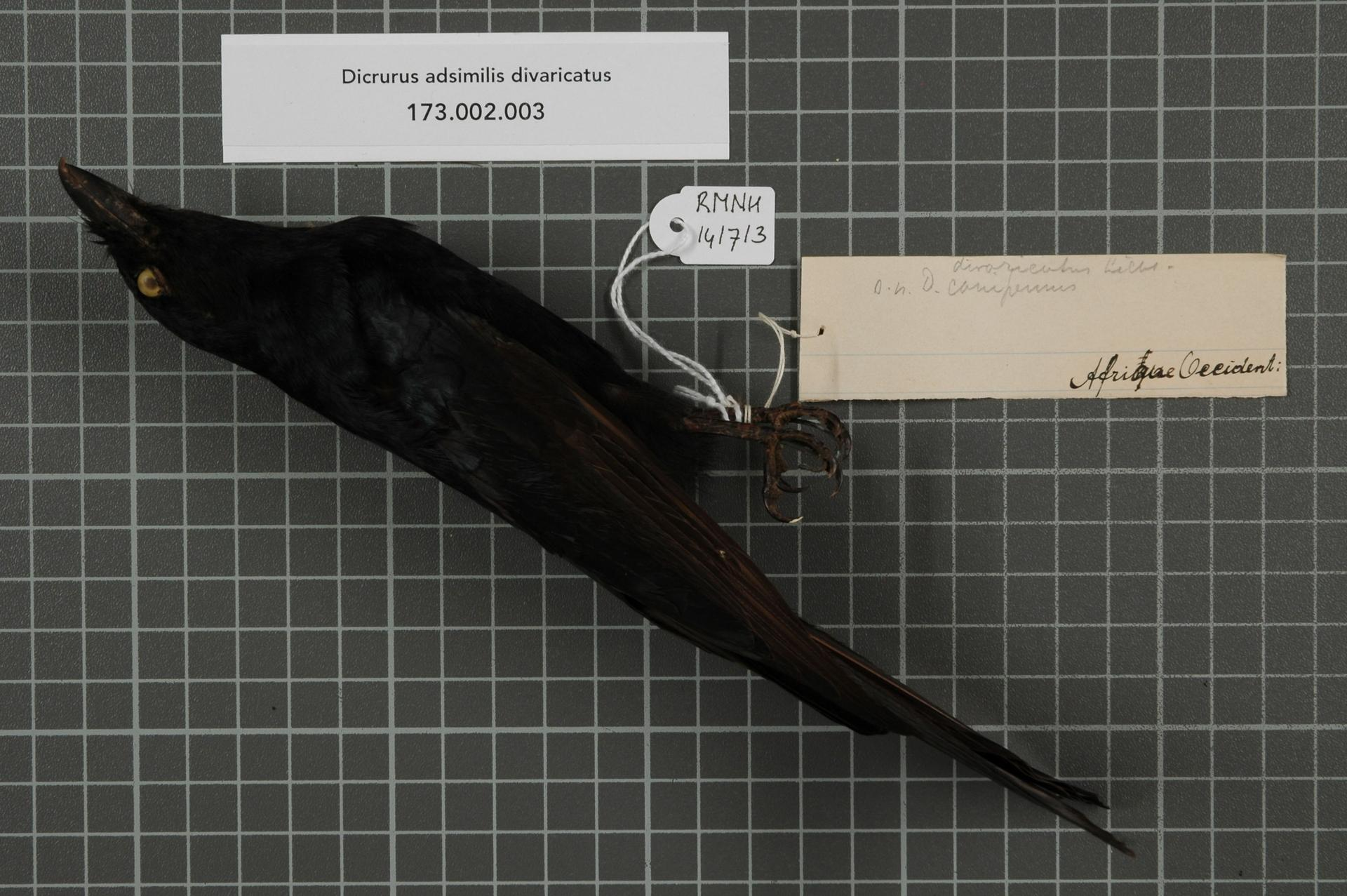
Esemplare impagliato della sottospecie divaricatus.

- Dicrurus adsimilis divaricatus (Lichtenstein, 1823) - dalla maggiore intensità delle sfumature metalliche del piumaggio, diffusa nella porzione settentrionale dell'areale occupato dalla specie, dalla Mauritania sud-occidentale al nord dell'Eritrea attraverso il Sahel, e a sud attraverso Guinea, Nigeria, Camerun centro-settentrionale, Repubblica Centrafricana e Corno d'Africa fino al nord del Congo-Kinshasa e al Kenya nord-occidentale;
- Dicrurus adsimilis fugax Peters, 1868 - più piccola[9], diffusa dall'Uganda al KwaZulu-Natal nord-orientale ed allo Swaziland orientale, attraverso Kenya, Tanzania (comprese Zanzibar, Pemba e Mafia), Zambia occidentale, Malawi, Mozambico e Zimbabwe;
- Dicrurus adsimilis apivorus Clancey, 1976 - dalle remiganti brune[10], diffusa in Gabon sud-orientale e Congo-Brazzaville centro-occidentale, Repubblica Democratica del Congo centro-occidentale, Katanga, Zambia nord-occidentale, Namibia centro-settentrionale, Botswana e Sudafrica nord-occidentale (dal nord della provincia del Capo Settentrionale alla provincia del Limpopo);
- Dicrurus adsimilis adsimilis (Bechstein, 1794) - la sottospecie nominale, diffusa nella porzione meridionale dell'areale occupato dalla specie (Swaziland occidentale, Mpumalanga meridionale e KwaZulu-Natal, Lesotho e provincia del Capo Occidentale nord-occidentale;

In passato, il drongo codaforcuta veniva considerato conspecifico col drongo vellutato e col drongo nero: con la prima, però, sussistono differenze soprattutto di carattere ecologico (con le popolazioni delle due specie che vivono in simpatria senza però ibridarsi), mentre con la seconda il drongo codaforcuta presenta areale disgiunto in maniera molto netta , oltre a differirne lievemente nei caratteri morfometrici e più consistentemente per quanto riguarda le vocalizzazioni, sebbene le due specie potrebbero comunque essere molto affini.